# Generic Routing Encapsulation

Приклад роботи GRE-тунелю. Між двома маршрутизаторами A і B знаходиться кілька маршрутизаторів, тунель дозволяє забезпечити зв'язок між сегментами мережі 192.168.1.0/24 і 192.168.3.0/24 так, як якщо б маршрутизатори A і B були з'єднані прямим лінком.

GRE (англ. Generic Routing Encapsulation — загальна інкапсуляція маршрутів) — протокол тунелювання мережевих пакетів, розроблений компанією Cisco Systems. Його основне призначення — інкапсуляція пакетів мережевого рівня мережевої моделі OSI в IP пакети. Номер протокола в IP — 47.
Тунелювання являє собою три протоколи:
- Пасажир — інкапсульований протокол (IP, CLNP, IPX, AppleTalk, DECnet Phase IV, XNS, VINES і Apollo);
- Протокол інкапсуляції (GRE);
- Транспортний протокол (IP);

## Приклад застосування
- Використовується в поєднанні з PPTP для створення віртуальних приватних мереж.
- Застосовується в технології WDS для координації дій точок доступу і контролера WDS.
- Використовується в технологіях мобільного IP.

## Приклад стека протоколів
| Рівень моделі OSI               | Протокол |
| ------------------------------- | -------- |
| 5. Сеансовий                    | X.225    |
| 4. Транспортний                 | UDP      |
| 3. Мережевий (GRE-інкапсуляція) | IPv6     |
| Інкапсуляція                    | GRE      |
| 3. Мережевий                    | IPv4     |
| 2. Канальний                    | Ethernet |
| 1. Фізичний                     | Ethernet |

Як можна зрозуміти зі схеми, інкапсуляція (не обов'язково GRE) порушує ієрархію в моделі OSI. Це явище можна розглядати як роздільник між двома стеками протоколів, де один виступає «постачальником послуг» для іншого.

## Проблема DF-біта
У зв'язку зі службовим заголовком розмір переданих даних усередині IP пакета через GRE-тунель зменшується при збереженні загального розміру пакета. У IP-пакеті передбачено наявність біта DF (do not fragment), що забороняє поділ пакета на кілька при передачі через середовище з меншим розміром MTU. У цьому випадку пакет з розміром корисної області даних (англ. payload), що перевищує MTU IP пакету в GRE-тунелі, відкидається, що призводить до втрат пакетів при істотному навантаженні (проходять пакети малого розміру, такі як SYN пакети TCP, ICMP повідомлення (ping), але губляться пакети з даними в TCP потоці (тобто з'єднання рветься)). Для вирішення цієї проблеми рекомендується використовувати path-mtu-discovery (визначення TCP MSS, тобто максимального розміру IP-пакетів на всьому шляху) при передачі даних через GRE-тунель, щоб уникнути надмірної фрагментації або втрати великих пакетів.

## Проблема NAT'у
Так як GRE є протоколом мережевого рівня і не використовує порти (як протоколи TCP або UDP), а однією з необхідних умов роботи механізму PAT є наявність «відкритого» порту, то робота протоколу GRE через міжмережевий екран може бути ускладнена.
Окремим випадком вирішення проблеми для протоколу PPTP є технологія PPTP Passthrough, в цьому випадку міжмережевий екран «дозволяє» вихідні (клієнтські) підключення із захищеної мережі.